# Racha Soula
Pour les articles homonymes, voir Soula.
Racha Soula, née le 16 février 1994 à Tunis, est une rameuse d'aviron tunisienne.

## Carrière
Racha Soula est médaillée de bronze en deux de couple aux championnats d'Afrique 2010 à Tunis avec Rahma Gharbi.
Elle dispute les Jeux olympiques d'été de 2012 ; elle est éliminée des épreuves de repêchage des qualifications pour la finale A du skiff. La même année, elle est médaillée d'or en deux de couple avec Raja Mansour aux championnats arabes à Tunis et médaillée de bronze en skiff aux championnats d'Afrique 2012 à Alexandrie.
Elle remporte la médaille d'argent en skiff ainsi qu'en deux de couple aux championnats d'Afrique 2013 à Tunis.